# Kościół św. Zofii w Sławoszewie
Kościół świętej Zofii w Sławoszewie – rzymskokatolicki kościół parafialny należący do parafii pod tym samym wezwaniem (dekanat Czermin diecezji kaliskiej).
Jest to świątynia wzniesiona około 1717 roku. Ufundowana została przez Franciszka Skrzetuskiego. Przebudowana została w 1764 roku. Zakrystia została okradziona w 1806 roku. W 1870 i 1919 roku kościół był remontowany. W 1993 roku został odnowiony.
Budowla jest drewniana, jednonawowa, posiada konstrukcję zrębową. Świątynia jest orientowana. Jej prezbiterium od nawy, zamknięte jest trójbocznie, z boku jest umieszczona zakrystia. Z boku nawy znajduje się kruchta. Od frontu jest umieszczona duża wieża konstrukcji słupowej, poprzedza ją kruchta. Wieżę zwieńcza cebulasty, blaszany barokowy dach hełmowy z latarnią, iglicą, kulą i krzyżem. Świątynię nakrywa dach dwukalenicowy, pokryty blachą z sześciokątną wieżyczką na sygnaturkę. Jest ona zwieńczona blaszanym dachem hełmowym z latarnią i chorągiewką z datą „1764”. Wnętrze nakryte jest płaskim stropem z dekoracją pozornych kasetonów. Belka tęczowa jest ozdobiona krucyfiksem barokowym, wykonanym w 2 połowie XVIII wieku. Ołtarz główny i dwa boczne w stylu barokoweym powstały w 1 połowie XVIII wieku. Chrzcielnica ozdobiona rzeźbą Świętego Jana Chrzciciela pochodzi z 1 połowy XVIII wieku. Gotyckie rzeźby Świętej Katarzyny i Doroty powstały na początku XVI wieku. Krucyfiks procesyjny pochodzi z XVI wieku.